# 陈鼎昌
陈鼎昌（1928年2月—），男，上海崇明人，中国机械制造专家，曾任北京航空航天大学教授、博士生导师。